# Aholouyèmè
Aholouyèmè ist ein Arrondissement im Departement Ouémé im westafrikanischen Staat Benin. Es ist eine Verwaltungseinheit, die der Gerichtsbarkeit der Kommune Sèmè-Kpodji untersteht.

## Demografie und Verwaltung
Gemäß der Volkszählung 2013 des beninischen Statistikamtes INSAE hatte das Arrondissement 13.218 Einwohner, davon waren 6616 männlich und 6602 weiblich.
Von den 55 Dörfern und Quartieren der Kommune Sèmè-Kpodji entfallen sieben auf Aholouyèmè:
1. Agonsa Gbo
2. Aholouyèmè
3. Djèho
4. Goho
5. Kétonou
6. Kétonou Tchinsa
7. Torri-Agonsa